# Bronisław Kiepuszewski

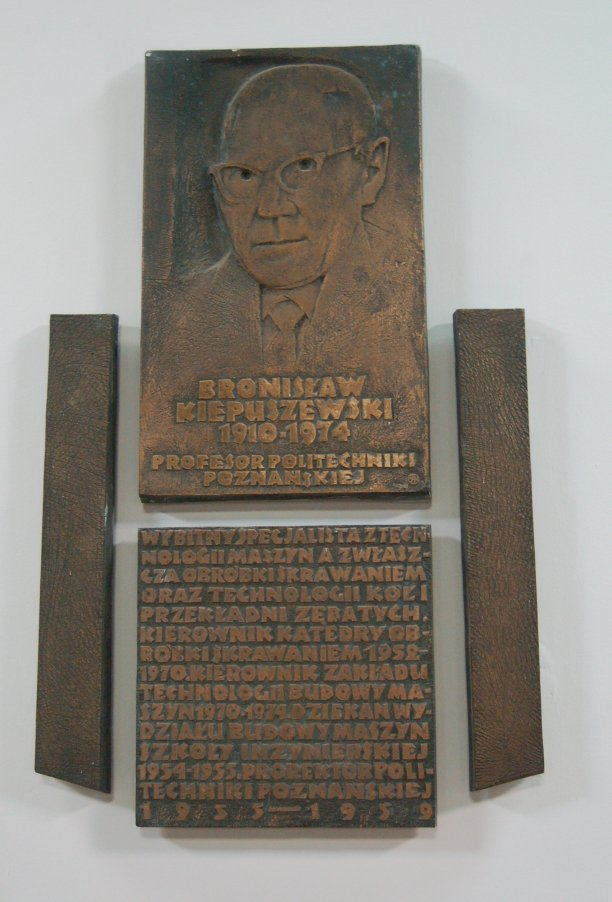
Płaskorzeźba Bronisława Kiepuszewskiego z auli na Politechnice Poznańskiej

Bronisław Kiepuszewski (ur. 24 lipca 1910 w Łęcznej, zm. 19 listopada 1974 w Poznaniu) – profesor Politechniki Poznańskiej, specjalista z technologii maszyn a zwłaszcza obróbki skrawaniem oraz technologii kół i przekładni zębatych. 

## Życiorys
W 1930 ukończył Państwowe Gimnazjum im. Jana Kasprowicza w Inowrocławiu. Po odbyciu służby wojskowej w Szkole Podchorążych Rezerwy Artylerii rozpoczął w 1931 studia na Wydziale Mechanicznym Politechniki Warszawskiej, które ukończył w 1936, uzyskując dyplom inżyniera mechanika. W latach 1936–1939 pracował zawodowo w Fabryce Samochodów w Ursusie oraz w Fabryce Obrabiarek im. H. Cegielskiego, Oddział w Rzeszowie. 
Po wybuchu II wojny światowej przebywał w obozie jenieckim w Murnau, a w latach 1940–1944 pracował przymusowo w Państwowych Zakładach Lotniczych w Rzeszowie jako kalkulator obróbki mechanicznej. W latach 1945–1947 pełnił funkcję kierownika obróbki mechanicznej w Zakładach Przemysłu Metalowego im. H. Cegielskiego w Poznaniu w Fabryce Obrabiarek. W latach 1946–1952 był wykładowcą w Szkole Inżynierskiej w Poznaniu, pracując jednocześnie jako główny projektant i kierownik delegatury Biura Projektowania Zakładów Przemysłu Metalowego i Elektrotechnicznego Prozamet w Poznaniu. Był również doradcą technicznym w Instytucie Techniki Cieplnej w Łodzi oraz pracownikiem naukowym Centralnego Laboratorium Obróbki Plastycznej w Poznaniu w latach 1959–1961.
1 września 1952 został powołany na stanowisko kierownika Katedry Obróbki Skrawaniem na Wydziale Budowy Maszyn Szkoły Inżynierskiej w Poznaniu (następnie Politechniki Poznańskiej), którą to funkcję pełnił nieprzerwanie do 31 sierpnia 1970. Po zmianie struktury organizacyjnej Politechniki Poznańskiej pełnił aż do śmierci funkcję kierownika Zakładu Technologii Budowy Maszyn w Instytucie Technologii Budowy Maszyn.
Od pierwszych lat swej działalności zawodowej miał zamiłowanie do pracy naukowo-badawczej. Pierwsze badania rozpoczął już w 1936. Dotyczyły one noży Fellowsa do obwiedniowej obróbki uzębień. Próby zostały uwieńczone powodzeniem i pierwsze w Polsce noże Fellowsa zostały wyprodukowane w 1937. Wyniki tych pionierskich badań zostały opublikowane w 1939 w Przeglądzie Mechanicznym nr 4. Była to pierwsza w kraju publikacja dotycząca tej problematyki. Po wojnie badania te Kiepuszewski uzupełnił i ogłosił drukiem w 1948, przyczyniając się w ten sposób do uruchomienia w kraju antyimportowej produkcji kosztownych narzędzi. Praca w przemyśle zaowocowała również innymi osiągnięciami, jak na przykład opracowaniem technologii i nadzorem nad wykonaniem pierwszej w Polsce turbiny gazowej, sprężarki osiowej oraz skomplikowanego multiplikatora prędkości obrotowej. 
Obecnie problematykę badawczą Katedry kontynuują 4 zakłady w Instytucie Technologii Mechanicznej, a mianowicie: Zakład Projektowania Technologii, Zakład Metrologii i Systemów Pomiarowych, Zakład Obróbki Skrawaniem oraz Zakład Informatyzacji Systemów Produkcyjnych. W latach 1954–1955 B. Kiepuszewski pełnił funkcję dziekana Wydziału Budowy Maszyn, a od 1955 do 1959 był prorektorem Politechniki Poznańskiej ds. nauki oraz ds. nauczania. Pomimo licznych obowiązków organizacyjnych i pełnionych funkcji Kiepuszewski intensywnie rozwijał wraz z zespołem współpracowników rozpoczęte jeszcze przed wojną badania naukowe, publikował artykuły i referaty, rozwijał i unowocześniał dydaktykę w zakresie specjalności "obrabiarki, narzędzia i technologia budowy maszyn" oraz kształcił młodą kadrę z ośrodka poznańskiego oraz innych uczelni krajowych. 
Głównym nurtem działalności badawczej Kiepuszewskiego w Politechnice Poznańskiej była technologia uzębień i uzwojeń, obróbka skrawaniem i narzędzia oraz metrologia techniczna. Z zakresu technologii uzębień stworzył od podstaw ośrodek, który do dziś kontynuuje zainicjowane przez niego kierunki badawcze. W 1958 jako pierwszy w kraju podjął kompleksowe badania uzębień i przekładni o zarysach łukowych typu Wildhabera-Nowikowa. Badania te charakteryzowały się kompleksowością w zakresie programu i metodyki. Dotyczyły optymalizacji zarysów, budowy i badania właściwości skrawnych narzędzi, techniki pomiarowej oraz właściwości eksploatacyjnych przekładni. Wraz z rozwojem kadrowym Katedry, unowocześnianiem bazy laboratoryjnej, przy ścisłej współpracy z przemysłem oraz innymi ośrodkami naukowymi, rozszerzył dominującą dotąd problematykę badawczą z zakresu technologii uzębień o badania skrawalności różnych materiałów, dynamiki procesu skrawania, statystyczną kontrolę jakości produkcji oraz obróbkę powierzchniową zgniotem (nagniatanie). Z tej problematyki w latach 1964–1972 wypromował 15 doktorów nauk technicznych, spośród których co najmniej 6 osób zostało profesorami w politechnikach: Poznańskiej, Gdańskiej i Rzeszowskiej. 
Znaczącym osiągnięciem Bronisława Kiepuszewskiego była praca „Technologia budowy maszyn”, wydana przez PWT w Warszawie w 1960. Był również autorem 2-tomowego skryptu "Podstawy obróbki metali skrawaniem" wydanego przez Politechnikę Poznańską, współautorem 2 monografii oraz autorem lub współautorem 52 publikacji krajowych i zagranicznych. 
Profesor przywiązywał dużą wagę do praktycznego zastosowania prac badawczych i rozwiązań konstrukcyjnych w przemyśle. Opracował i wdrożył wraz z zespołem kilkadziesiąt prac konstrukcyjnych i technologicznych. Utrzymywał stałe kontakty zawodowe z wieloma zakładami przemysłowymi w kraju, a szczególnie w Wielkopolsce. Przez 2 kadencje, w latach 1956–1960, był między innymi przewodniczącym Sekcji Obrabiarek i Narzędzi Oddziału Wojewódzkiego SIMP w Poznaniu. Duże doświadczenie i osiągnięcia praktyczne, uznany i ceniony dorobek publikacyjny profesora, cechy charakteru, były podstawą niekwestionowanego autorytetu, jakim cieszył się w środowisku krajowym. Uwzględniając skrupulatność, rzeczowość i wysokie wymagania merytoryczne, należy szczególnie podkreślić ogromną pracę wykonaną podczas recenzowania 28 prac doktorskich, 4 prac habilitacyjnych, 32 wniosków awansowych dotyczących tzw. stanowisk samodzielnych profesorów i docentów. Był wieloletnim członkiem Senatu Akademickiego Politechniki Poznańskiej. 
B. Kiepuszewski w uznaniu osiągnięć był odznaczony i wyróżniony między innymi Krzyżem Kawalerskim Orderu Odrodzenia Polski, Medalem 10-lecia Polski Ludowej, Złotą Odznaką Honorową SIMP, licznymi nagrodami. Senat Politechniki Poznańskiej wyróżnił wybitnego profesora medalem „Za Zasługi dla Uczelni”. 
W 1973 Rada Wydziału Mechanicznego-Technologicznego i Senat Akademicki Politechniki Poznańskiej jednomyślnie poparli wniosek o nadanie B. Kiepuszewskiemu tytułu naukowego i stanowiska profesora zwyczajnego. Nie doczekał się jednak nominacji. Zmarł 19 listopada 1974.  